# Édouard Jean Conrad Hamman
Pour les articles homonymes, voir Hamman.
Édouard Jean Conrad Hamman, né à Ostende le 24 septembre 1819, mort à Paris le 30 mars 1888, est un peintre et graveur belge.

## Biographie
Édouard Jean Conrad Hamman, peintre de genre et d'histoire, commence ses études à l'Académie d'Anvers en 1837 dans l'atelier de Nicaise de Keyser (1813-1887).
Il débute au Salon de Gand de 1838.
En 1842, le gouvernement lui commande le tableau Siège d'Ostende par Albert et d'Isabelle, exposé avec succès l'année suivante au Salon d'Anvers.
En 1846, il s'installe à Paris pour entrer à l'École des beaux-arts de Paris dans les ateliers de Joseph-Nicolas Robert-Fleury (1797-1890) et de Thomas Couture (1815-1879). Il expose en 1848 au Salon de Bruxelles les tableaux Rabelais et André Vésale qui sont exposés au musée de Marseille.
Peu après il va être influencé par le peintre de Tournai, Louis Gallait (1810-1887). Il va alors changer de style. Il connaît son premier succès au Salon de Bruxelles de 1848, avec deux tableaux représentant Zurbaran à l'hôpital et Dante à Ravenne'.
En 1849, il entreprend son voyage d'Italie pour aller à la rencontre des grands maîtres qu'il admire, Raphaël, Titien, Tintoret, Véronèse, qui l'influencent dans ses recherches sur les couleurs, la lumière et les dégradés.
Hamman épouse Jenny-Louise Audiat (1835-1925) en 1853 à Paris. De ce mariage sont nés cinq enfants : le peintre Édouard Michel Ferdinand Hamman (Paris, 1854-1952), Maurice Hamman (1855-1934), père de l'acteur Joë Hamman (1883-1974), la pianiste Annette Marguerite Hamman (1858-1925), Alice Hamman, peintre d'aquarelles, et Louise Hamman.
Édouard Hamman expose aux Salons de Paris et y reçoit des médailles : médaille de 3e classe dans le genre historique en 1853 et 1855, médaille de 2e classe en 1856 avec rappel en 1863.
En 1863, l'administration des beaux-arts achète le tableau Enfance de Charles Quint. Une lecture d'Érasme (musée d'Orsay, Paris).
Il peint des scènes de la vie de Ludwig van Beethoven, Christophe Colomb, Dante Alighieri, Andrea del Sarto, Albert Dürer, Christoph Willibald Gluck, Joseph Haydn, Louis XIII, Luther, Wolfgang Amadeus Mozart, Ambroise Paré, William Shakespeare, Le Titien, Willem Van de Velde et de nombreux autres artistes, princes et savants. Il peint aussi des scènes inspirées de la littérature, en particulier de Shakespeare.
À partir de 1856, il réalise un cycle de gravures de scènes de la vie de personnages célèbres. Ces gravures connaissent une large diffusion jusqu'en 1914. Au Salon de 1863, il envoie des lithographies représentant Stradivarius dans son atelier, Haendel tenant une partition du Messie, Joseph Haydn debout près d'une écritoire, Gluck inspiré devant un buste de Marie-Antoinette, Mozart près d'un clavecin, Beethoven au piano.
Le roi d'Italie, Victor-Emmanuel II, lui commande une série de six tableaux représentant des scènes de l'histoire italienne, réalisés entre 1864 et 1866.
Pendant la guerre franco-allemande de 1870, Hamman revient s'installer à Ostende où il peint un paysage urbain.
Il expose Falaises sur la côte normande au Salon de Paris de 1884.

## Honneur
- Chevalier de l'ordre de Léopold (Belgique, Arrêté royal du 2 décembre 1854)[5].

## Œuvres
- Rabelais
- Charles IX. et son chirurgien personnel
- La Visite du doge, Salon de 1853
- Adrien Willaert faisant exécuter à Venise une messe en musique[6], Exposition universelle de 1855
- Christophe Colomb, sur sa caravelle la Santa Maria, découvre la première terre d'Amérique, le 11 octobre 1492, au lever du soleil, Exposition universelle de 1855
- Dante à Ravenne (1859)
- Entrée de l'archiduc Albert à Ostende, musées royaux des beaux-arts de Belgique, Bruxelles
- Les Histoires de Marguerite d'Angoulême
- L'Enfance de François Ier
- L'Enfance de Charles Quint ou la lecture d'Érasme, musée des beaux-arts de Caen
- La Fête du Bucentaure à Venise (1867)
- Famille protestante fugitive (1870)

## Estampes
- Stradivarius[7]
- La leçon de cistre[8]

## Honneurs
- Chevalier de l'Ordre de Léopold en 1854, puis officier en 1886,
- Chevalier de la Légion d'honneur en 1864,
- Chevalier de l'Ordre des Saints-Maurice-et-Lazare, en 1867.